# Thuiskopie
Een thuiskopie is in Nederland de aanduiding voor een foto-, tekst- of digitale kopie die iemand voor zichzelf maakt.
Volgens de Nederlandse Auteurswet, artikel 16b lid 1 en artikel 16c lid 1, en de Wet op de Naburige rechten, artikel 10, wordt het 'reproduceren van een werk van letterkunde, wetenschap of kunst' niet beschouwd als inbreuk op het recht van de maker of de uitvoerende kunstenaar ervan, mits aan alle daarvoor geldende voorwaarden is voldaan:
1. de kopie wordt niet met (in)direct commercieel oogmerk gemaakt;
2. de kopie dient uitsluitend tot eigen oefening, studie of gebruik;
3. het aantal kopieën blijft beperkt (artikel 16b) of de fabrikant of importeur van de drager van de kopie heeft een billijke vergoeding afgestaan aan de rechthebbende (artikel 16c).

Voor thuiskopieën wordt indirect betaald. Blanco informatiedragers, zoals cassettebandjes, lege cd's, videocassettes etc. kennen in Nederland een prijsopslag op grond van artikel 16c van de Auteurswet: de thuiskopieheffing. In de hoogte van vergoedingen voor thuiskopieën waar auteurs recht op hebben speelt de Stichting Onderhandelingen Nationale Thuiskopievergoeding een adviserende rol. Bij arrest van 10 april 2014 oordeelde het Europees Hof van Justitie dat de Nederlandse thuiskopieregeling in strijd is met artikel 5, lid 2, sub b en lid 5 van richtlijn 2001/29/EG omdat het geen onderscheid maakt tussen de situatie waarin de bron waaruit wordt gekopieerd een geoorloofde bron is, en de situatie waarin deze bron een ongeoorloofde bron is. Het downloaden uit illegale bron werd daarmee onrechtmatig in Nederland.

## België
De Belgische wetgeving bevat een gelijkwaardige regeling voor thuiskopieën in artikel (Artikel XI.190 3° en 9°). Ook die regeling is onverbindend sinds bovengenoemd arrest van het Hof van Justitie.